# Félix de la Virgen
Félix Monasterio y Ateca (Rigoitia, Vizcaya, España, 2 de mayo de 1902 – Algorta, Vizcaya, 17 de enero de 1951), más conocido por su nombre religioso, Félix de la Virgen, fue un religioso y sacerdote español, de la Orden de la Santísima Trinidad y de los Cautivos.

## Biografía
Félix Monasterio nació en Rigoitia el 2 de mayo de 1902 en una familia de agricultores modestos y cristianos devotos: Pedro Monasterio y Anastasia Ateca.
El 28 de septiembre de 1915 entró en la casa de la Trinidad de Algorta para iniciar su formación como religioso trinitario. Tomó el hábito el 3 de octubre de 1919 en el santuario de Nuestra Señora de la Bien Aparecida y un año después, el 5 de octubre de 1920, hizo sus primeros votos.
Ordenado sacerdote el 9 de agosto de 1925, se caracterizó por ser fiel a la moral y a la doctrina católica y a la tradición y misión de la Orden Trinitaria. Escribió gran cantidad de artículos en la revista El Santo Trisagio y publicó una biografía del venerable Tomás de la Virgen. Como formador de futuros trinitarios, su gran obsesión era modelarlos según el estilo de su Orden, con ingredientes de contemplación y de acción, de caridad dadivosa, de pobreza liberadora, de penitencia en visión pascual. Se dedicó exclusivamente al servicio de los pobres.
Estando en la Casa de la Trinidad de Algorta, Félix murió el 17 de enero de 1951. En el pueblo la gente aún lo recuerda con el apelativo del santito y sus hermanos de religión iniciaron el proceso de beatificación. Fue declarado venerable por el papa san Juan Pablo II el 26 de marzo de 1994 y se espera, según el proceso en la Iglesia católica, un milagro para ser declarado beato. Sus restos reposan en la iglesia Santísima Trinidad de Algorta.